# Port lotniczy São Paulo-Guarulhos
Port lotniczy São Paulo-Guarulhos im. Gubernatora Andrégo Franca Montoro'ego (port. Aeroporto Internacional de São Paulo/Guarulhos – Governador André Franco Montoro, ang. São Paulo/Guarulhos – Governor André Franco Montoro International Airport, kod IATA: GRU, kod ICAO: SBGR) – międzynarodowe lotnisko położone w dzielnicy Cumbica miasta Guarulhos, 25 km na północny wschód od centrum São Paulo. Z tego powodu bywa określane jako Cumbica International Airport (po angielsku) lub Aeroporto Internacional de Cumbica (po portugalsku).
Mimo tego, że pod względem liczby przewiezionych pasażerów port São Paulo-Guarulhos jest największym międzynarodowym portem lotniczym Brazylii, jest tylko drugim co do wielkości w kraju po głównie krajowym porcie lotniczym São Paulo-Congonhas leżącym w centrum São Paulo.
W 2006 São Paulo-Guarulhos obsłużył 16 580 842 pasażerów.

## Linie lotnicze i połączenia

### Terminal 1

#### Skrzydło A
- Aerolíneas Argentinas (Buenos Aires-Ezeiza, Miami)
- Aeroméxico (Meksyk)
- Air China (Madryt, Pekin)
- Air France (Paryż-Charles de Gaulle)
- Alitalia (Mediolan-Malpensa, Rzym-Fiumicino)
- Avianca (Bogotá)
- British Airways (Buenos Aires-Ezeiza, Londyn-Heathrow)
- Delta Air Lines (Atlanta, Nowy Jork-JFK, Orlando[2])
- Iberia (Madryt)
- Japan Airlines (Nowy Jork-JFK, Tokio-Narita)
- KLM (Amsterdam)
- Passaredo Transportes Aéreos (Barreiras, Cuiabá, Franca, Goiânia, Ribeirão Preto, São José do Rio Preto, Uberlândia, Vitória da Conquista)
- United Airlines (Chicago-O'Hare, Waszyngton-Dulles)

#### Skrzydło B
- TAM Linhas Aéreas (Aracaju, Belém, Belo Horizonte-Confins, Boa Vista, Brasília, Buenos Aires-Ezeiza, Caxias do Sul, Campinas, Caracas, Campo Grande, Caxias do Sul, Comandatuba, Corumbá, Cuiabá, Kurytyba, Florianópolis, Fortaleza, Foz do Iguaçu, Frankfurt, Goiânia, Ilhéus, Imperatriz, João Pessoa, Joinville, Londyn-Heathrow, Londrina, Macapá, Maceió, Madryt, Manaus, Marabá, Maringá, Miami, Mediolan-Malpensa, Natal, Nowy Jork-JFK, Palmas, Paryż-Charles de Gaulle, Porto Alegre, Porto Seguro, Porto Velho, Recife, Rio de Janeiro-Galeão, Salvador, Santarém, Santiago, São Luís, Teresina, Vitória)
  - TAM Mercosur (Asunción, Ciudad del Este, Córdoba)

### Terminal 2

#### Skrzydło C
- América Air Linhas Aéreas (Alfenas, Belo Horizonte-Pampulha, Juiz de Fora, Lins, Ourinhos, São José dos Campos)
- Gol Transportes Aéreos (Aracaju, Asunción, Belém, Belo Horizonte-Confins, Belém, Boa Vista, Brasília, Buenos Aires-Ezeiza, Caxias do Sul, Campina Grande, Campo Grande, Chapecó, Cuiabá, Kurytyba, Córdoba, Florianópolis, Fortaleza, Foz do Iguaçu, Goiânia, Ilhéus, Imperatriz, João Pessoa, Juazeiro do Norte, Londrina, Macapá, Maceió, Manaus, Maringá, Montevideo, Natal, Palmas, Petrolina, Porto Alegre, Porto Seguro, Porto Velho, Quito[3], Rio de Janeiro-Galeão, Recife, Rio Branco, Rosario, Salvador, Santa Cruz de la Sierra, Santarém, Santiago, São Luís, Teresina, Vitória)

#### Skrzydło D
- Aerosur (La Paz, Santa Cruz de la Sierra)
- Air Canada (Toronto-Pearson)
- American Airlines (Dallas/Fort Worth, Miami, Nowy Jork-JFK)
- Copa Airlines (Panama)
- Emirates (Dubaj)
- Lufthansa (Frankfurt, Monachium)
- LAN Airlines (Santiago)
  - LAN Argentina (Buenos Aires-Ezeiza)
  - LAN Express (Santiago)
  - LAN Perú (Lima, Los Angeles)
- Qatar Airways (Doha)
- Sol Dominicana Airlines (La Romana)
- South African Airways (Johannesburg)
- Swiss International Air Lines (Santiago, Zurych)
- TAP Portugal (Lizbona, Porto)
- TACA
  - TACA Perú (Lima)
- Turkish Airlines (Stambuł)